# Pokrovka (Khabàrovsk)
Pokrovka — Покровка (rus) — és un poble del krai de Khabàrovsk, a Rússia, que el 2019 tenia 203 habitants. Pertany al districte rural de Bikinski.